# Taxeotis didymochroa
Taxeotis didymochroa là một loài bướm đêm trong họ Geometridae.